# Mappa Mundi

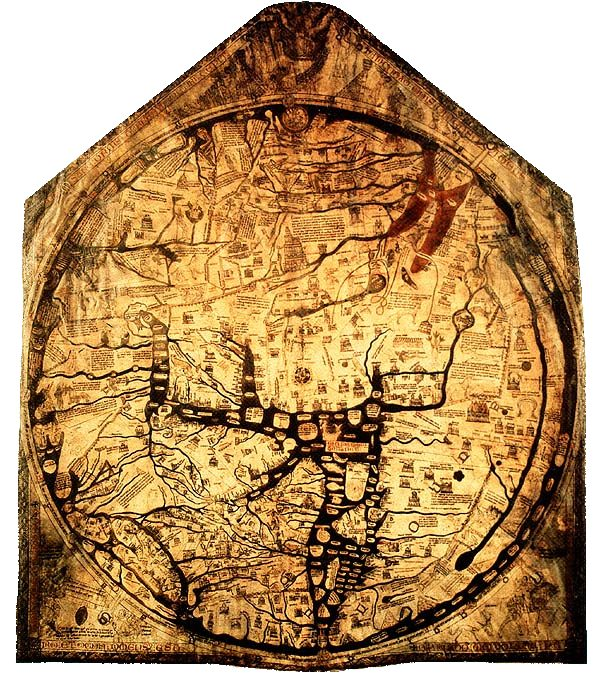
Mappa Mundi från katedralen i Hereford, England (cirka 1300)

Mappa Mundi är en generell term för en världskarta tillverkad under medeltiden i Europa. Kartorna var i allmänhet inte avsedda för navigation eller liknande, utan syftade snarare till att ge en schematisk bild med fokus på religiöst viktiga platser. De var i allmänhet orienterade med öster högst upp. De tre världsdelarna Europa, Asien och Afrika avdelades av Medelhavet, Don och Nilen, och åtminstone enklare kartor fick därmed formen av ett "T" inskrivet i ett "O".
Den första Mappa Mundi som visade Nya världen upprättades av Juan de la Cosa år 1500.